# Thierville-sur-Meuse
Thierville-sur-Meuse – miejscowość i gmina we Francji, w regionie Grand Est, w departamencie Moza.
Według danych na rok 1990 gminę zamieszkiwało 2795 osób, a gęstość zaludnienia wynosiła 231 osób/km² (wśród 2335 gmin Lotaryngii Thierville-sur-Meuse plasuje się na 162. miejscu pod względem liczby ludności, natomiast pod względem powierzchni na miejscu 473.).

## Współpraca
- Oberndorf am Neckar, Niemcy